# Akmal Amrun
Mohammad Akmal Amrun (né le 31 décembre 1987) est un ancien coureur cycliste malaisien, membre de l'équipe MNCF de 2008 eà 2009. Il est actuellement directeur sportif de l'équipe NSC-Mycron.

## Palmarès
- 2008
  - 6e étape du Tour de Hong Kong Shanghai
  - 3e étape du Perlis Open

## Classements mondiaux
| Année         | 2008 | 2009 | 2010 | 2011 | 2012 |
| ------------- | ---- | ---- | ---- | ---- | ---- |
| UCI Asia Tour | 167e | 173e |      |      | 274e |